# Tratado Moscú-Pionyiang
El Tratado de Asociación Estratégica Integral entre la Federación de Rusia y la República Popular Democrática de Corea, denominado coloquialmente como Tratado Moscú-Pionyiang, es un tratado de seguridad y defensa entre Corea del Norte y Rusia. Fue firmado el 18 de junio de 2024 durante una visita del presidente ruso Vladímir Putin al país asiático oriental.

## Historia
El tratado fue firmado el 18 de junio de 2024 por el líder norcoreano Kim Jong Un y el presidente ruso Vladímir Putin en Pionyang. Se produjo en medio de la profundización de los lazos entre Rusia y Corea del Norte y del presunto apoyo norcoreano a Rusia durante la guerra de Ucrania. Kim describió la relación entre las dos naciones como una "amistad ardiente" y calificó el tratado como el "tratado más fuerte de la historia", mientras que Putin lo elogió como un "documento innovador".
El acuerdo fue ratificado por el Consejo de la Federación, la cámara alta del parlamento ruso, el 6 de noviembre de 2024. El 4 de diciembre, Corea del Norte anunció oficialmente la entrada en vigor del acuerdo militar suscrito con Rusia, después de que ambas partes hayan ratificado el acuerdo. Según la agencia oficial KCNA se trata de un «poderoso» instrumento al servicio de un «mundo multipolar independiente y justo, sin dominación, subyugación o hegemonía».

## Contenido
El tratado se compone de un preámbulo y 23 artículos. Abarca la cooperación política, comercial, de inversiones y de seguridad.
El artículo 3 establece que "en caso de que se genere una amenaza directa de invasión armada", las dos naciones "activarán inmediatamente el canal de negociaciones bilaterales con el fin de ajustar sus posiciones" y "discutir medidas prácticas viables". El artículo 4 del tratado establece que si una de las naciones "se pone en estado de guerra mediante una invasión armada", la otra "proporcionará asistencia militar y de otro tipo con todos los medios a su disposición sin demora" de conformidad "con el artículo 51 de la Carta de las Naciones Unidas y las leyes de la RPDC y la Federación de Rusia".
El artículo 8 establece que ambas partes "establecerán mecanismos" para "fortalecer las capacidades de defensa para prevenir la guerra". El artículo 10 establece que las partes "desarrollarán intercambios y cooperación" en áreas como la ciencia y la "energía nuclear con fines pacíficos". El artículo 16 establece que ambas naciones "consideran que la implementación de tales medidas es ilegal y constituye un acto que viola la Carta de las Naciones Unidas y las normas internacionales".

## Consecuencias
En octubre de 2024, según el Servicio de Inteligencia Nacional de Corea del Sur, Corea del Norte envió 1.500 fuerzas de operaciones especiales a Rusia para prepararse para el combate en el frente ucraniano. Sin embargo, Corea del Norte ha declarado que solo mandaron tropas a Kursk para la instrucción militar y para la defensa de la ciudad. En julio de 2025 los medios dieron a conocer el apoyo militar con hombres y municiones que supuestamente estaría ofreciendo Laos a las fuerzas del Tratado Moscú-Pionyiang, lo que se ha interpretado como un tercer país miembro que acabará entrando en una ampliación del Tratado M-P, dada las buenas relaciones entre Laos, Rusia y Corea del Norte.